# イタリア沿岸警備隊

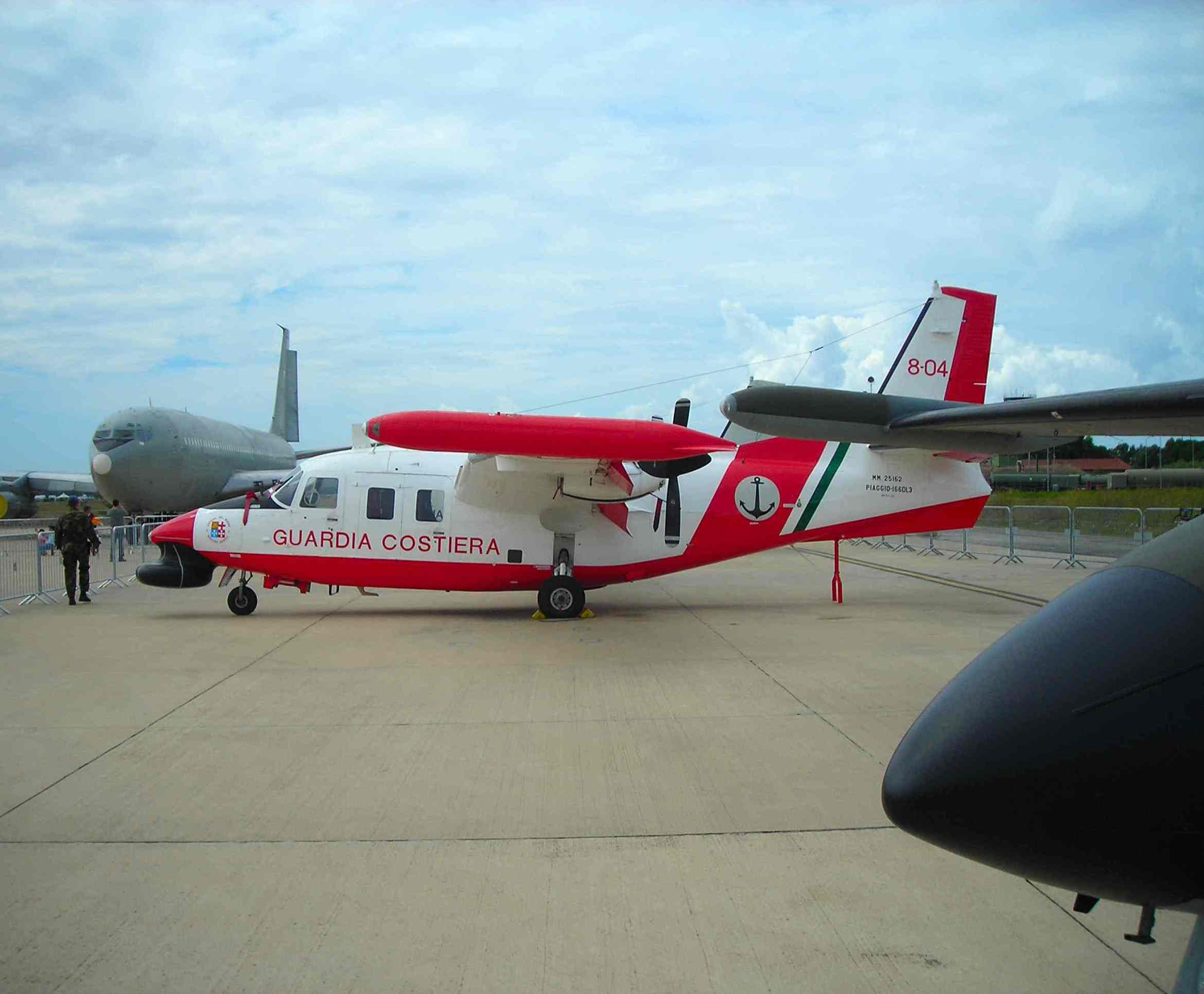
イタリア沿岸警備隊の航空機

イタリア沿岸警備隊（Guardia Costiera、グアルディア・コスティエーラ）は、イタリアの沿岸警備隊。イタリア海軍の傘下にあり、本部はローマにある。イタリア軍及びイタリア警察の一部である。

## 概要
前身は1915年にイタリア海軍内に設立されたものである。現在の組織は、1989年7月に再編制されたものである。主な任務は捜索救難、海上交通整理、環境保護、水産資源保護、水中考古物の保護、不法移民船舶監視の支援などである。密輸などの海上治安事案については権限がなく、それらは財務警察（Guardia di Finanza）の担当となる。
イタリア周辺海域を14管区に分割し、業務を行っている。主な装備・設備としては、多数の巡視船のほか、25機の航空機、2ヶ所のロランC無線局を持つ。内部部局は7部局（人事、法務、作戦・計画、船舶、管理・補給、航法・安全、調査・計画）ある。